# 榎井村
榎井村（えないむら）は、香川県仲多度郡にあった村。

## 歴史
- 1890年2月15日 - 町村制施行に伴い、那珂郡榎井村が発足。
- 1899年4月1日 - 那珂郡が多度郡と合併し、仲多度郡となる。
- 1955年4月1日 - 琴平町と合併し、改めて琴平町が発足。同日付で榎井村が廃止。

## 村長
- 堀家虎造（1890年5月-1898年3月）

## 出身有名人
- 日柳燕石
- 長谷川佐太郎